# Андрианов, Василий Иванович
Васи́лий Ива́нович Андриа́нов (13 августа 1920 — 7 мая 1999) — советский лётчик-штурмовик, дважды Герой Советского Союза, генерал-майор авиации.

## Биография
Родился 13 августа 1920 года в деревне Иванисово Тверской губернии (ныне — село Бежецкого района Тверской области) в семье крестьянина. Русский. Член ВКП(б)/КПСС с 1944 года. Окончил Смоленский кооперативный техникум в 1939 году. В Красной армии с 1940 года. В 1943 году окончил Пермскую военную авиационную школу лётчиков.
На фронтах Великой Отечественной войны с июня 1943 года. Первое боевое крещение получил на Курской дуге. 24 июля 1943 года в группе Ил-2 принял участие в штурмовке железнодорожной станции Белгород.
Звание Героя Советского Союза с вручением ордена Ленина и медали «Золотая Звезда» командиру звена 667-го штурмового авиационного полка (292-я штурмовая авиационная дивизия, 1-й Штурмовой Авиационный Корпус, 5-я воздушная армия, 2-й Украинский фронт) младшему лейтенанту Андрианову присвоено 1 июля 1943 года за 87 вылетов на штурмовку войск противника в боях за Белгород, Харьков, на полтавском и кировоградском направлениях.
Второй медалью «Золотая Звезда» командир эскадрильи 141-го гвардейского штурмового авиационного полка (9-я гвардейская штурмовая авиационная дивизия, 1-й Гвардейский Штурмовой Авиационный Корпус, 2-я воздушная армия, 1-й Украинский фронт) капитан Андрианов награждён 27 июня 1945 года за 90 вылетов в боях под Львовом, на сандомирском плацдарме (Польша) и на других рубежах.
Войну закончил в Берлине. Всего за время войны совершил 177 боевых вылетов. Лично уничтожил 50 танков, 200 автомашин, 25 зенитно-артиллерийских батарей, 13 складов и много другой техники противника, в 37 воздушных боях сбил 6 вражеских самолётов.
В 1950 году окончил Военно-воздушную академию, в 1961 году — Военную академию Генштаба. Генерал-майор авиации (1971). До 1981 года на преподавательской работе в Военной академии Генштаба.
Умер 7 мая 1999 года. Похоронен в Москве на Троекуровском кладбище.

## Награды
- Медаль «Золотая Звезда» Героя Советского Союза № 1976
- Медаль «Золотая Звезда» Героя Советского Союза № 6036
- Орден Ленина
- 3 ордена Красного Знамени
- Орден Александра Невского
- 2 ордена Отечественной войны I-й степени
- Орден Славы III-й степени
- Орден Красной Звезды,
- Орден «За службу Родине в Вооружённых Силах СССР» III-й степени
- Крест Храбрых
- Медали

## Памятники
- Памятник в Москве на Троекуровском кладбище
- Бронзовый бюст в посёлке Сонково Тверской области на проспекте Ленина, перед зданием железнодорожного вокзала.
- Аллея Героев в Корсунь-Шевченковский.
- Мемориальная табличка на доме в Измайлово, в котором он жил.